# Atheense democratie

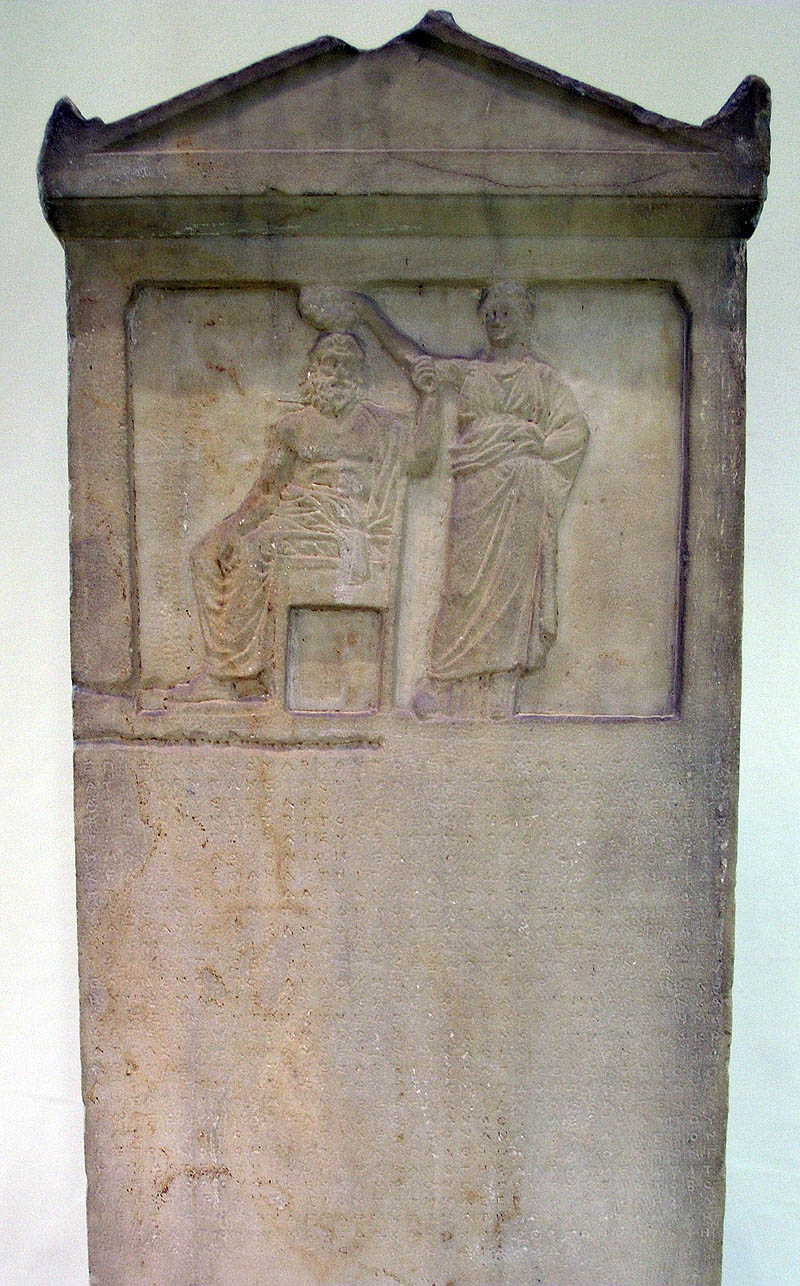
Stele van de democratie, waarop een wet was vastgelegd tegen de tirannie
Agora Museum

De Griekse polis Athene, bestaande uit de stad Athene en het omliggende gebied Attika, stond tussen 508 v.Chr. en 322 v.Chr. onder direct democratisch bestuur. Deze Atheense democratie geldt nu als de oudste democratie ter wereld. Belangrijke politieke beslissingen in de stad werden genomen door een Volksvergadering, Ekklèsia, samengesteld uit de mannelijke burgers van twintig jaar en ouder. Vrouwen, slaven en vreemdelingen, de metoiken, vooral immigranten uit andere Griekse staten, waren uitgesloten van deelname aan de vergadering. De deelnemers kregen ongeveer veertig maal per jaar spreekrecht en stemrecht over wetgeving. Een raad van vrijwillige burgers, de Boulè, diende voorstellen in om over te stemmen. De rechtspraak was democratisch georganiseerd in de vorm van volksrechtbanken, uitgevoerd door de dikastèria. De democratie in Athene ontwikkelde zich tot een deliberatieve democratie.
Andere Griekse steden stelden ook een democratie in, en hoewel ze meestal het Atheense model volgden, was er geen enkele zo machtig en stabiel als die van Athene. Aristoteles schreef omstreeks 328-322 v.Chr. zijn De staatsinrichting van de Atheners over de democratie in Athene. De publieke opinie voor de stemmers werd door de politieke satire beïnvloed, die door komische dichters in de theaters van het oude Griekenland werd uitgevoerd.
Solon, Kleisthenes, met zijn hervormingen, en Ephialtes droegen allemaal bij tot de ontwikkeling van de Atheense democratie. Historici verschillen van mening over het feit wie van hun verantwoordelijk was voor welke instelling en wie het meeste een democratische beweging vertegenwoordigde. Het is het meest gebruikelijk om de Atheense democratie te dateren uit de tijd van Kleisthenes, omdat de grondwet van Solon geen succes werd en werd vervangen door de tirannie van Peisistratos, terwijl Ephialtes de grondwet van Kleisthenes vreedzaam herzag. Hipparchos, de broer van de tiran Hippias, werd door Harmodios en Aristogiton vermoord, die vervolgens werden vereerd door de Atheners voor hun vermeende herstel van de Atheense vrijheid.
De grootste en langstzittende democratische leider was Perikles. Na zijn dood werd de Atheense democratie twee keer kort onderbroken door oligarchische revoluties aan het einde van de Peloponnesische Oorlog. Het werd een beetje aangepast nadat de democratie onder Eukleides was hersteld. De meest gedetailleerde geschreven bronnen gaan over deze vierde-eeuwse aanpassing in plaats van het systeem van Perikles. Zo werden wetgevende panels met ingelote leden, Nomotheten, samengesteld die in plaats van de volksvergadering over veel belangrijke wetten moesten beslissen.
De democratie in Athene ging door toedoen van de Macedoniërs in 322 v. Chr. ten onder. De Atheense instellingen werd later nieuw leven ingeblazen, maar er was geen sprake meer van een directe democratie.